# Lowes Moore
Lowes Lee Moore (Plymouth, 5 maggio 1957) è un ex cestista statunitense, professionista nella NBA.

## Carriera
Venne selezionato dai New Jersey Nets al terzo giro del Draft NBA 1980 (52ª scelta assoluta).

## Palmarès
- 2 volte campione CBA (1984, 1988)
- All-CBA First Team (1983)
- 2 volte All-CBA Second Team (1982, 1985)
- CBA All-Defensive Second Team (1985)
- All-USBL First Team (1985)